# التريفورا
التريفورا هو نوع من النوافذ ثلاثية الأضواء، تظهر عادةً في الأبراج وأبراج الأجراس، في الطوابق العليا، حيث يلزم تفتيح المبنى بفتحات أوسع.

## نظرة عامة
تحتوي النافذة الثلاثية على ثلاث فتحات مقسمة بواسطة عمودين صغيرين أو أعمدة، ترتكز عليها ثلاثة أقواس مستديرة أو حادة. في بعض الأحيان، يتم تأطير النافذة الثلاثية بالكامل بقوس كبير آخر، وعادةً ما يتم تزيين المساحة بين الأقواس بشعار النبالة أو فتحة دائرية، ومع ذلك كانت النافذة الثلاثية أقل شيوعًا من النافذة ذات الأعمدة، وقد استخدمت على نطاق واسع في العصور الرومانية والقوطية وعصر النهضة. في وقت لاحق، تم نسيان النافذة في الغالب، وعادت إلى الموضة في القرن التاسع عشر، في فترة الانتقائية وإعادة اكتشاف الأساليب القديمة القوطية الجديدة، وعصر النهضة الجديد وما إلى ذلك. وبالمقارنة مع النافذة ذات الأعمدة، كانت النافذة الثلاثية تستخدم عمومًا للفتحات الأكبر والأكثر زخرفة.